# Circe (planetoïde)
(34) Circe is een planetoïde in de planetoïdengordel tussen de banen van de planeten Mars en Jupiter. Circe heeft een diameter van ongeveer 113,5 km en draait in 4,40 jaar om de zon. Ze heeft een ellipsvormige baan waarin de afstand tot de zon varieert tussen de 2,394 en 2,977 astronomische eenheden. De baan maakt een hoek van ongeveer 5,5° ten opzichte van de ecliptica.

## Ontdekking en naamgeving
Circe werd op 6 april 1855 ontdekt door de Franse astronoom Jean Chacornac. Chacornac ontdekte in totaal zes planetoïden, waarvan Circe de derde was.
Circe is genoemd naar Circe, in de Griekse mythologie een magiër en de dochter van de zonnegod Helios, die Odysseus gevangen hield op het eiland Aeaea.

## Eigenschappen
Circe wordt door spectraalanalyse ingedeeld bij de C-type planetoïden, wat betekent dat ze een relatief laag albedo heeft en een donker oppervlak. C-planetoïden zijn rijk in organische verbindingen. Circe draait in iets meer dan 12 uur om haar eigen as.